# Theodore van Houten
Theodore James van Houten (Aalsmeer, 9 augustus 1952 – Amsterdam, 7 april 2016) was een Nederlands-Britse schrijver, journalist, columnist, musicoloog, vertaler, producent en programmamaker. 

## Levensloop
Van Houten groeide op in Aalsmeer en bracht als zoon van een gereformeerde dominee en Schotse moeder in zijn jeugd veel tijd door in Edinburgh, Schotland, waardoor hij meertalig was en zowel in het Nederlands als in het Engels schreef. Hij bezat ook de Britse nationaliteit. Zijn werk ligt vooral op het gebied van de kunst, in het bijzonder muziek, film, theater en de nieuwste geschiedenis. Van Houten studeerde sociaal-cultureel werk, zang, muziekwetenschappen en kunstgeschiedenis in Amsterdam. Hij werkte als redacteur bij Kluwerpers en Frits Knuf Musicology Publishers, waar ook enkele van zijn boeken verschenen.
Zijn artikel over Edward Elgars 'enigma', verbonden aan de Enigmavariaties, verscheen in 1976 in Music Review en werd wereldberoemd. De strekking ervan is, dat Elgar zijn fameuze orkestwerk baseerde op een motief uit de 18e-eeuwse hymne Rule, Britannia!. In de Enigmavariaties werden personages muzikaal uitgebeeld. Van Houten suggereerde dat zich daartussen ook twee Britse symbolische figuren bevinden: Britannia (thema) en John Bull, compleet met buldog (Variatie XI). Elgars werk ontstond in 1898-'99 aan de vooravond van de Tweede Boerenoorlog en heeft een sterk nationalistische strekking.
Van Houten werkte bij Het Gelders Orkest, bij de Rotterdamse Kunststichting (als specialist voor nieuwe muziek) en bij het Brabants Orkest. Hij maakte een specialisme van de muziek van de stomme film en schreef daar een studie over, Silent Cinema Music in the Netherlands (1992), waarin de muziekcatalogus van het Nederlands Filmmuseum is opgenomen. In 1989 publiceerde hij Leonid Trauberg and His Films: Always the Unexpected, een biografie van de fameuze Russische avant-gardecineast, in 1991 gevolgd door Eisenstein Was Great Eater: In Memory of Leonid Trauberg. Voor deze boeken maakte de schrijver diverse studiereizen naar de Sovjet-Unie in de nadagen van het communisme. In 1992 verscheen Er komt een andere tijd: oorlogsherinneringen van Klaas van Houten, over het verzet in Wageningen in de Tweede Wereldoorlog. Eerder redigeerde Van Houten een typescripteditie van mr L.F. de Groots Berechting Japanse Oorlogsmidadigers: Temporaire Krijgsraad Batavia 1946–1949 (1989). In 2006 verscheen Dmitri Sjostakovitsj: een leven in angst, de eerste originele Nederlandse biografie van de Sovjet-Russische componist Dmitri Sjostakovitsj. Ook publiceerde hij de vertalingen van Harold Schonbergs biografie van Vladimir Horowitz en Joza Karas' boek Music in Terezin over het muziekleven in het 'modelkamp' Theresienstadt (beide vertalingen in samenwerking met Liesbeth van Houten). 
Van Houten schreef toelichtingen over enige duizenden muziekwerken voor tijdschriften en radioprogramma's. Hij schreef voor onder andere NRC Handelsblad, Vrij Nederland, de Volkskrant en in Skrien, de Filmkrant, Preludium, Music Review en International Arts Manager. Sinds eind jaren zeventig werkte hij als programmamaker veel voor de muziekzender Radio 4 (vooral voor KRO, VPRO en NPS), de 'Varamatinee', voor NPS TV, VPRO TV en de BRT. Tot zijn opmerkelijkste radiowerk behoort een serie voor VPRO Radio 4 over het muziekleven in de concentratiekampen (1995, te beluisteren in het Joods Historisch Museum). Hij is medewerker van The New Grove Dictionary of Music & Musicans, ed. 2000. Van 1993 tot 2006 was hij artistiek directeur van de Stichting Silent Cinema Music Live (Film in Concert), die hij stichtte met de Bossche theaterdirecteur Tom Odems (1944–2007).
Als producent van voorstellingen was Van Houten actief betrokken bij de vertoning van tientallen klassieke stomme films, tijdens honderden evenementen in Nederland en incidenteel ook in het buitenland. Daaronder waren de presentaties van Nieuw Babylon (1929) en Alleen (1931) van Kozintsev en Trauberg, met muziek van Sjostakovitsj, en van Abel Gance's Napoléon (1927) met muziek van Carl Davis. In 2006, na het verschijnen van zijn biografie van Sjostakovitsj, werd aan Theodore van Houten de Hogenbijlprijs toegekend voor zijn oeuvre.
Theodore van Houten was de vader van actrice en zangeres Carice van Houten (1976) en van actrice en zangeres Jelka van Houten (1978).